# 鋼骨 (漫畫)
鋼骨（英語：Cyborg，又译作生化人、电子人）是一位DC漫畫旗下的虛構超級英雄。他也是少年悍將中相當有名的一位成員。在2011年9月DC漫畫推出的企劃新52中，DC宇宙發生了重開機，在這個新世界觀下鋼骨被改寫為正義聯盟的主要創始成員之一。

## 人物
維克多·「維克」·史東（Victor "Vic" Stone）原本是一名運動員，是某家高中美式足球隊的明星外接手，擁有相當優秀的體能，因此維克希望大學時能夠繼續打球，但因和父親西拉斯（Silas）兩人關係較疏遠而一直沒有機會。在其西拉斯缺席幾次維克的比賽後，維克終於前往父親的星辰实验室表達不滿，西拉斯告訴維克多地球正受到來自各地的超人類威脅著，而研究這些相關外星科技的實驗比維克的足球還要重要，維克多氣餒地正打算離開時，星辰实验室中的一個管線意外地爆開，使他和其他數名科學家受到了重傷甚至死亡。西拉斯並不打算要讓兒子受到和妻子相同的悲劇，因此在T.O.莫罗和萨拉·查尔斯兩位科學家的協助下，維克在美國政府收集各種外星科技的實驗室-紅屋中成功保住了性命，在搶救過程中因為基於天啟星科技制作的機器的影響，維克吸收了各種紅屋的高科技物品，最後成為了半人半機械的生化人。
因為達克賽德入侵地球的緣故，使得後來組成正義聯盟的初期成員們選擇合作禦敵，擁有高科技身軀的維克因此和超人等人並肩作戰，並在知道父親的用心後原諒了他。後來「鋼骨」成為了備受眾人愛戴的英雄。
年齡：23歲、身高：196厘米、體重：385磅、專長：機械和電腦。

## 經歷

### 少年悍將
維克多加入了少年悍將，最初是為了志趣相投的人與能獲得外界的支持，並從那時起一直待在該組織。此外，維克多找到新的朋友，許多崇拜他的孩子和他們美麗的老師莎拉·西姆斯（Sarah Simms），他和莎拉一直有著一個很深的愛情。作家Marv Wolfman堅持認為這是一個即深刻又有愛的友誼。

### 死亡和重生
鋼骨因為一次導彈的緣故而遭毀壞死亡，儘管由俄羅斯科學家用很多的機械零件來修得比以前還好，但仍挽回不了他的腦袋。最後他的腦袋是藉由外星電子智能種族Technis來恢復，來自於沼澤異形和機器星球的結合，是沼澤異形在太空旅行時所創造的。但是鋼骨需留在Technis上維持自己的頭腦的恢復，這使他成為人類的希望逐漸減少。
後來鋼骨返回地球，他建立了月球上的Technis和地球連接的一個小基地。與維克的意識處於休眠狀態，但他渴望有人陪伴，因此它開始綁架前悍將的成員，雖然他的意識心靈如此壓抑，他不僅尋找死掉的悍將，還將其作為改造人。他最後將他們放入了虛擬現實世界場景中，即他認為是自己的「完美世界」，如人皮獸等人的末日巡邏隊（Doom Patrol）、核破（Damage）和夜翼，這使碰上的蝙蝠俠笑了。雖然悍將們都被釋放，正義聯盟則認為維克多什麼都沒有留下，而悍將們仍願意嘗試，透過一場簡短的戰鬥，原子俠和貓女都站在正義聯盟這邊協助，華利·威斯特和悍將們則負責和鋼骨戰鬥。而維克心煩意亂試圖幫助他的朋友，悍將的初始成員酷姬嘗試接觸維克多人性化的那一面，而在超人、神力女超人、凱爾·雷納、火星獵人、超能女孩、驚奇隊長和Mary Marvel將其搬回月球應有的位置。最終，Lilith Clay和酷姬用計使維克的意識恢復，和「下載」歐米茄程式（Omegadrome），之後鋼骨便成了新悍將成員之一。但他覺得人手比以前還要少。
在這之後不久，夜翼透露，他已經複製了維克的身體，並通過分身流動的歐米茄程式，維克恢復了人形，但仍然有歐米茄的能力。

### 新52
在DC漫畫公司對漫畫中的DC宇宙進行重開機後，這個版本的正義聯盟七位創始人中火星獵人的位置被更換成鋼骨。在新52的世界觀下鋼骨首次出現在《正義聯盟》＃1中，這段故事回述到他尚未成為鋼骨,僅僅以一位普通高中球員的身分登場，其父史東博士是為政府機關研究外星科技的科學家。之後因為天啟星入侵地球的行動導致他受重傷，其父親使用紅屋的外星科技試圖治療他。加上他受到天啟星的機械與其身體產生的副作用影響使得他吸收了大量機械裝置而成了半機械生命體。之後他與其他英雄超人、蝙蝠俠、神力女超人、綠光戰警、閃電俠以水行俠合作，成功阻止了達克賽德侵略地球的野心，並與他們組成了初期的正義聯盟。
在這個世界觀中，他並未加入少年悍將，這個世界中的少年悍將在正義聯盟建立後幾年後才由紅羅賓於離開蝙蝠俠獨立後組建。

## 能力
- 身軀大部分都已改造成機械，具備多種特殊能力的裝置，如雙手可以變成「音波砲（Sonic Cannon）」，裝有噴射器等。
- 鋼骨可透過「機械控制能力」來藉由機械裝置維持生命，還可得到超人般的力量、耐力與持久性。身體設有接口可使其他外部的電子裝置和他連結，包括電腦、音響和特殊儀器。
- 飛行：他能經由啟動噴射器來進行飛行。
- 超級力量：經由改造的身體使他能舉起數噸的物體，而這種能力則隨著他多次的機械改造而增加。
- 擁有傳感器系統、強化身體（可防彈）、偵查等能力。
- 擁有「跳躍傳送」的能力，當他啟動臂管上的機構就能帶著身旁的同伴一起進行點對點的空間移動。但是由於那是來自天啟星的科技，有著每1000次就會因超載而跑到錯誤的地方，甚至還曾經帶著正義聯盟跑到天啟星去過。
- 在《正義聯盟》與《水行俠》的合作連載事件《亞特蘭蒂斯王座》中，鋼骨接受了肺部改造，以使他能在水下呼吸，但也犧牲了他僅有的人類器官之一的肺臟。

## 其他媒體

### 電視劇
- 《The Super Powers Team: Galactic Guardians》[3]：配音員為厄尼·赫德森。
- 《正義聯盟》：陣容最初包括三個年幼的成員作為跟班，為羅賓、巴特·艾伦和「十幾歲的女性版鋼骨」（人造女（英语：Cyborgirl）或Natasha Irons（英语：Natasha Irons））。該宣傳片《正義聯盟》第一季套裝的第四盤上可看見。
- 《少年悍將》：配音員為凱瑞·派頓 (Khary Payton)。作為主要人物之一。喜歡打電動遊戲（尤其和羅賓對打時）和在電動遊戲中痛宰人皮獸。少年悍將最主要的交通工具悍將車（T-car）就是他自己組裝的。和動畫不同的是，鋼骨在漫畫中還有「Cy」這個綽號。
- 《超人前傳》：鋼骨出現在第五季的15集，標題「Cyborg」，並首播於2006年2月16日。為李·湯普森·楊（英语：Lee Thompson Young）飾演。
- 《Mad》：配音員為休·戴維森（英语：Hugh Davidson (actor)）。
- 《新少年悍將》系列（DC Nation Shorts）：配音員仍為凱瑞·派頓。
- 《少年悍將 GO！》：配音員仍為凱瑞·派頓。
- 《末日巡邏隊》：鋼骨由喬伊萬·韋德（英语：Joivan Wade）飾演。
- 動畫《少年正義聯盟》：第三季登場。

### 電影
- 《少年悍將：東京攻略》[4]：動畫電影。配音員仍為凱瑞·派頓。
- 一位沒有透露姓名的鋼骨替代版短暫出現於動畫電影《正義聯盟：兩面夾擊》中，是作為罪惡聯盟。
- 《正義聯盟：末日審判》：動畫電影。配音員為Bumper Robinson（英语：Bumper Robinson）[5]。阻止太陽耀斑的事件結束後，因鋼骨有功而成為了正義聯盟正式成員之一。
- 《樂高蝙蝠俠大電影：超級英雄集結》：動畫電影。配音員為布萊恩·布盧姆（英语：Brian Bloom）[6]。
- 《正義聯盟：閃電俠之逆轉》：動畫電影。配音員為麥可·B·喬丹[7]。
- 《超人：鋼鐵英雄》：編劇大衛·S·高耶表示，在電影中的一情節是參考了鋼骨的STAR實驗室中[8]。
- 《正義聯盟：開戰》：動畫電影。配音員為謝莫·摩爾（英语：Shemar Moore）[9]。
- 《正義聯盟：時間困境》：動畫電影[10]。配音員為艾利·瓦德爾（英语：Avery Waddell）[11]。
- 《DC漫畫超級英雄：蝙蝠俠 全面圍攻》：動畫電影。配音員仍為凱瑞·派頓。
- 《正義聯盟：亞特蘭提斯的王位》：動畫電影。配音員為謝莫·摩爾。
- 《樂高電影：正義聯盟大戰反正義聯盟》：動畫電影。配音員仍為凱瑞·派頓。
- 《正義聯盟：神與魔》：動畫電影。配音員為泰勒·帕克斯（英语：Taylor Parks）。
- 《樂高電影：正義聯盟大戰末日軍團》：動畫電影。配音員仍為凱瑞·派頓。
- 《蝙蝠俠無限：萬聖節浩劫》：動畫電影。配音員仍為凱瑞·派頓。
- 《正義聯盟大戰少年悍將》：動畫電影。配音員仍為謝莫·摩爾。
- 《乐高蝙蝠侠电影》：动画电影。仅以客串身份出现。
- 《电影少年悍將 GO！》：动画电影，配音員仍為凱瑞·派頓。
- DC擴展宇宙：由雷·費雪飾演[6]。
  - 《蝙蝠俠對超人：正義曙光》（2016年）：未掛名客串
  - 《正義聯盟》（2017年）
  - 《查克·史奈德之正義聯盟》（2021年）

### 電子遊戲
- 《少年悍將》：單機遊戲。和續作《少年悍將2》皆由Khary Payton作為配音員。
- 《DC 超級英雄 Online》：配音員為亞歷山大·布蘭登（英语：Alexander Brandon）。他與蝙蝠俠和閃電俠並肩作戰[12]。
- 《樂高蝙蝠俠2：DC超級英雄》：配音員為布萊恩·布盧姆。
- 《超級英雄：武力對決》：配音員仍為Khary Payton。鋼骨作為可供玩家操作的角色之一[13]。
- 《無限危機》：鋼骨作為可供玩家操作的角色之一。
- 《超級英雄：武力對決2》：鋼骨作為可供玩家操作的角色之一。

## 外部連結
- World of Black Heroes: Cyborg Biography （页面存档备份，存于）
- DCDP: Cyborg (Victor Stone) - DC Database Project